# Совет кантонов Швейцарии
Совет кантонов (нем. Ständerat, фр. Conseil des États, итал. Consiglio degli Stati, романш. Cussegl dals Stadis) является верхней (или малой) палатой Федерального собрания (парламента) Швейцарии. Он был учреждён Федеральной конституцией в 1848 году.

## Члены Совета
В состав малой палаты Федерального собрания входят 46 членов, по два от каждого из двадцати кантонов и по одному от полукантонов независимо от их численности населения. Одинаково представлены в Совете кантоны Цюрих с населением 1,2 млн. человек и Ури с 35000 жителей.

## Выборы
Члены Совета служат в течение четырёх лет, и при голосовании не связаны инструкциями кантональных властей. По швейцарской Федеральной конституции, каждый кантон сам выбирает процедуру выборов своего представителя. Оговаривается лишь то, что они должны быть демократическими. Во всех кантонах, за исключением Цуга и Аппенцелль — Иннерродена, члены Совета кантонов избираются одновременно с членами Национального совета. В полукантоне Аппенцелль-Иннерроден представитель избирается непосредственно собранием народа (Landsgemeinde). В кантоне Юра используется пропорциональная система выборов, в остальных кантонах депутаты избираются большинством голосов.
Досрочный отзы́в члена Совета не предусмотрен. Только в случае отставки или смерти будут проведены новые выборы для его замены на оставшуюся часть срока.

## Рабочие языки
В дебатах используются немецкий (в основном) и французский языки. Итальянский и ретороманский в дискуссии не используются. При дебатах нет синхронного перевода. Это подразумевает, что все депутаты должны понимать немецкий и французский языки.

## Функции
Совет кантонов и Национальный совет являются политически равнозначными. Закон вступает в силу только если он был принят обеими палатами. Все законопроекты проходят последовательно через оба совета. Председатели Советов должны вместе определить, какая из палат рассматривает первой (Erstrat). 
В случае если Национальный совет и Совет кантонов после первого обращения не договорятся об общем тексте, созывается согласительная конференция. Предложение отклонённое членами согласительной конференции от одной из палат, не принимается.
Обе палаты вместе образуют Федеральное собрание, которое проводит выборы членов Федерального совета, президента и вице-президента, федеральных судьей, канцлера и командующего армией (в случае кризиса или войны).

## Организация
- Председатель
- Первый заместитель председателя и второй заместитель председателя
- Бюро, состоит из председателя, заместителей председателя, двух счётчиков голосов и по одному представителю от фракции [3];
- Секретариат.

## Партийный состав
После выборов 2015 года Совет кантонов имеет следующий партийный состав:
| Партии                             | Партии                                      | 2007 | 2011 | 2015 |
| ---------------------------------- | ------------------------------------------- | ---- | ---- | ---- |
|                                    | Христианско-демократическая народная партия | 15   | 13   | 13   |
|                                    | СДП. Либералы                               | 12   | 11   | 13   |
|                                    | Социал-демократическая партия               | 9    | 11   | 12   |
|                                    | Швейцарская народная партия                 | 7    | 5    | 5    |
|                                    | Зелёная партия                              | 2    | 2    | 1    |
|                                    | Зелёная либеральная партия                  | 1    | 2    | 0    |
|                                    | Консервативная демократическая партия       | 0    | 0    | 1    |
|                                    | Независимые                                 | 0    | 1    | 1    |
| Всего                              | Всего                                       | 46   | 46   | 46   |
| Источник: Совет кантонов Швейцарии |                                             |      |      |      |